# Marpissa
Cet article concerne le genre d'araignées. Pour le village grec, voir Márpissa.
Genre
Synonymes
- Hyctia Simon, 1876
- Marptusa Thorell, 1877
- Marfisa Karsch, 1878
- Onondaga Peckham & Peckham, 1909
- Roeweriella Kratochvíl, 1932

Marpissa est un genre d'araignées aranéomorphes de la famille des Salticidae.

## Distribution
Les espèces de ce genre se rencontrent en Asie, en Amérique, en Europe, en Afrique et en Nouvelle-Zélande.

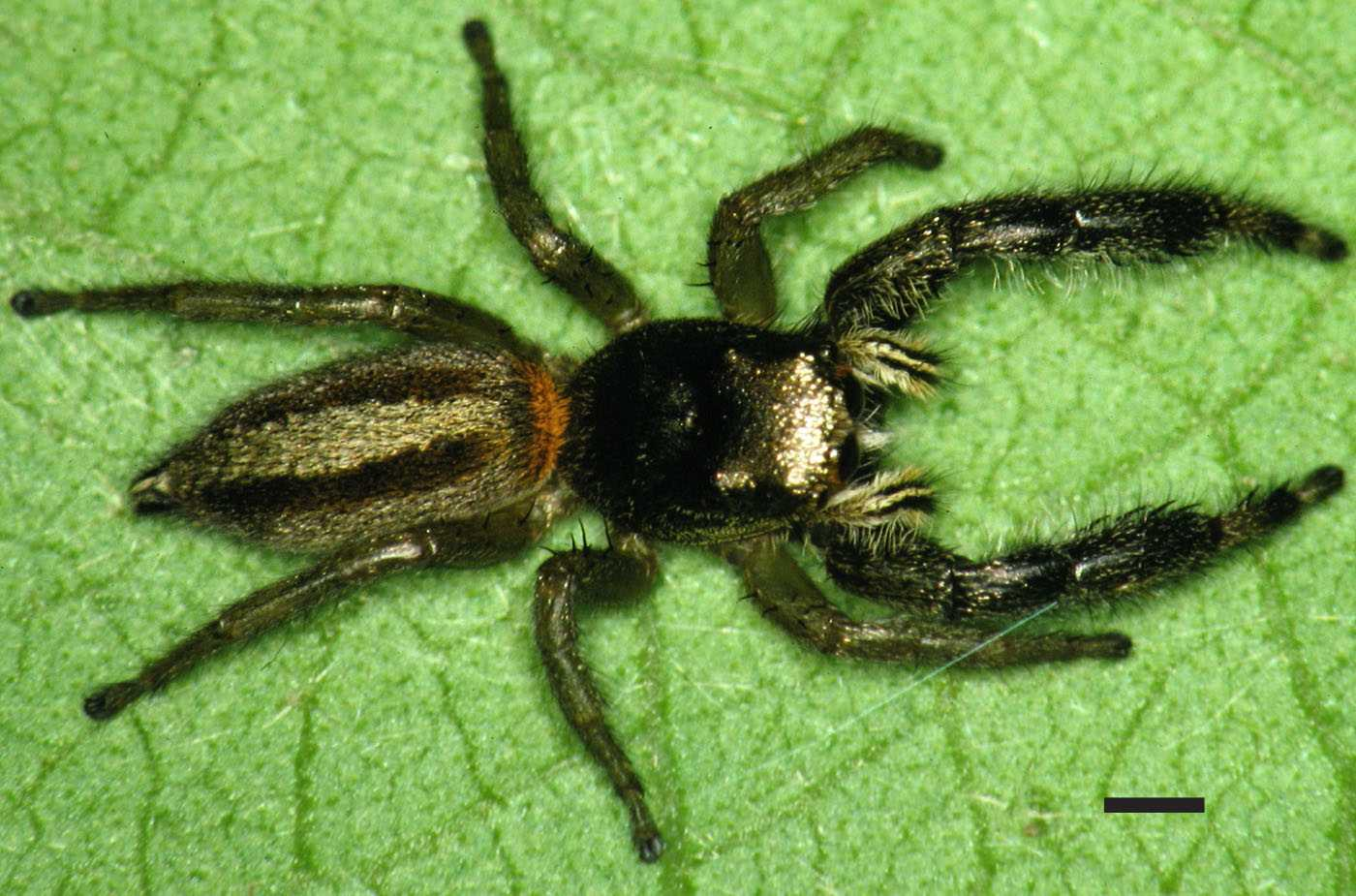
Marpissa bina

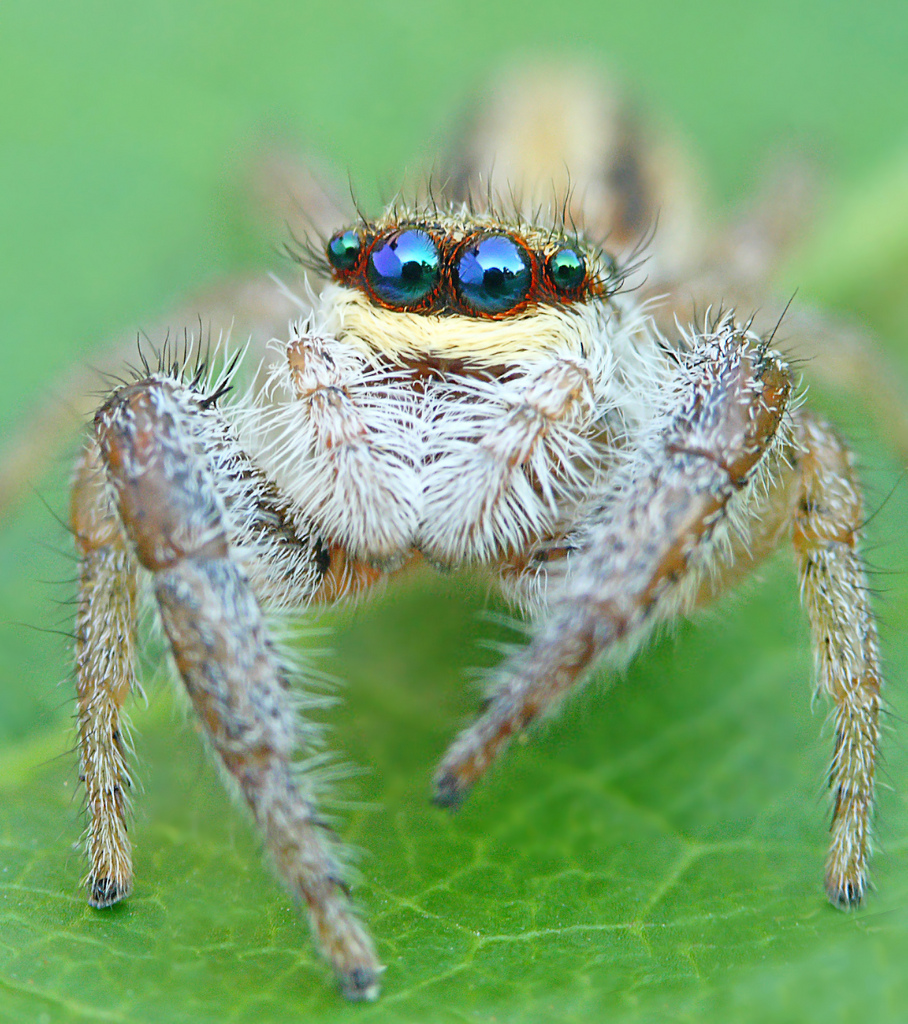
Marpissa radiata

## Liste des espèces
Selon World Spider Catalog (version 26, 18/06/2025) :
- Marpissa agricola (G. W. Peckham & E. G. Peckham, 1894)
- Marpissa armifera Urquhart, 1892
- Marpissa balcanica (Kratochvíl, 1932)
- Marpissa bina (Hentz, 1846)
- Marpissa bryantae (Jones, 1945)
- Marpissa carinata Butt & Beg, 2000
- Marpissa dayapurensis Majumder, 2004
- Marpissa dentoides Barnes, 1958
- Marpissa formosa (Banks, 1892)
- Marpissa fornicis (Dyal, 1935)
- Marpissa grata (Gertsch, 1936)
- Marpissa hieroglyphica Taczanowski, 1878
- Marpissa insignis Butt & Beg, 2000
- Marpissa kalighatensis B. Biswas & K. Biswas, 1992
- Marpissa lineata (C. L. Koch, 1846)
- Marpissa linzhiensis Hu, 2001
- Marpissa longiuscula (Simon, 1871)
- Marpissa mashibarai Baba, 2013
- Marpissa melanura F. O. Pickard-Cambridge, 1901
- Marpissa milleri (G. W. Peckham & E. G. Peckham, 1894)
- Marpissa mirabilis Butt & Beg, 2000
- Marpissa muscosa (Clerck, 1757)
- Marpissa mystacina Taczanowski, 1878
- Marpissa nivoyi (Lucas, 1846)
- Marpissa nutanae B. Biswas & K. Biswas, 1984
- Marpissa obtusa Barnes, 1958
- Marpissa pikei (G. W. Peckham & E. G. Peckham, 1888)
- Marpissa pomatia (Walckenaer, 1802)
- Marpissa prathamae B. Biswas & K. Biswas, 1984
- Marpissa proszynskii Biswas & Begum, 1999
- Marpissa pulla (Karsch, 1879)
- Marpissa radiata (Grube, 1859)
- Marpissa raimondi Taczanowski, 1878
- Marpissa robusta (Banks, 1906)
- Marpissa rubriceps Mello-Leitão, 1922
- Marpissa sulcosa Barnes, 1958
- Marpissa tenebrosa Butt & Beg, 2000
- Marpissa yawatai Baba, 2013
- Marpissa zaitzevi Mcheidze, 1997

## Systématique et taxinomie
Ce genre a été décrit par C. L. Koch en 1846.
Hyctia et Onondaga ont été placés en synonymie par Barnes en 1958.
Roeweriella a été placé en synonymie par Logunov en 2009.
Marptusa et Marfisa sont des noms de remplacement superflus.

## Publication originale
- C. L. Koch, 1846 : Die Arachniden. Nürnberg, vol. 13, p. 1-234 (texte intégral).